# 5415 Лянзуріді
5415 Лянзуріді (5415 Lyanzuridi) — астероїд головного поясу, відкритий 3 жовтня 1978 року.
Тіссеранів параметр щодо Юпітера — 3,596.